# Megalaiano
| Subdivisões do Quaternário | Subdivisões do Quaternário | Subdivisões do Quaternário | Subdivisões do Quaternário |
| Sistema/Período | Série/Época                | Andar/Estágio              | Idade (Ma)                 |
| --- | -------------------------- | -------------------------- | -------------------------- |
| Quaternário | Holoceno                   | Megalaiano                 | 0-0.0042                   |
| Quaternário | Holoceno                   | Nortegripiano              | 0.0042-0.0082              |
| Quaternário | Holoceno                   | Gronelandês                | 0.0082-0.0117              |
| Quaternário | Pleistoceno                | Tarentiano                 | 0.0117–0.126               |
| Quaternário | Pleistoceno                | Chibaniano                 | 0.126–0.781                |
| Quaternário | Pleistoceno                | Calabriano                 | 0.781–1.80                 |
| Quaternário | Pleistoceno                | Gelasiano                  | 1.80–2.58                  |
| Neogeno | Plioceno                   | Placenciano                | mais antigo                |
| Subdivisão do Quaternário de acordo com a Tabela Cronoestratigráfica Internacional versão 2015/1 da Comissão Internacional sobre Estratigrafia. |                            |                            |                            |

Megalaiano, na escala de tempo geológico,  é a atual e última idade ou estágio mais alto do Quaternário. É também a parte superior ou mais recente das três subdivisões do época ou andar Holoceno. Este Global Boundary Stratotype Section and Point (GSSP) é um depósito de caverna Maunlu em Megalaia, nordeste da Índia. A caverna Mawmluh é uma das mais longas e profundas cavernas da Índia, e as condições aqui eram adequadas para preservar os sinais químicos de transição em eras. O estratótipo auxiliar global é um núcleo de gelo de Monte Logan, no Canadá.
O megalaiano começa 4.200 anos AP, ou seja, antes de 1950 (c. 2250 A.C.), deixando espaço aberto para a possível criação do Antropoceno a partir de 1950 para a frente. A idade começa com uma seca de 200 anos que afetou as civilizações humanas no Egito, Grécia, Roma, Fenícia, Persa, Ásia Menor, Síria, Canaã, Mesopotâmia, Vale do Indo e Vale do Rio Azul (Yangtzé). "O fato de que o início desta idade coincide com uma mudança cultural causada por um evento climático global a torna única", segundo Stanley Finney, secretário-geral da União Internacional de Ciências Geológicas.
A idade foi oficialmente ratificada pela Comissão Internacional sobre Estratigrafia em julho de 2018, juntamente com o Gronelandês e o Norte-Gripiano.